# Чувари плаже
Чувари плаже (енгл. Baywatch) је била популарна америчка тв серија током деведесетих година. Радња се дешава у Лос Анђелесу и прати животе главних јунака спасилаца на плажи. Серија се приказивала од 1989. до 2001. године.
Један од твораца серије Грегори Џ. Бонан радио је као спасилац на лосанђелеској плажи и покренуо је ТВ пројекат о спасиоцима који је касније прерастао у серију. Серија је премијерно приказана на Ен-Би-Си-ју (енгл. NBC) 1989, али је била отказана само после једне сезоне због високе цене продукције и мале гледаности. Међутим амерички глумац Дејвид Хаселхоф је осетио да серија ипак има потенцијала да успе. Године 1991. инвестирао је свој новац и то се и исплатило јер је серија постала најгледанија телевизијска емисија на свету. Серија је доживела велики успех, нарочито у иностранству. Из популарних „Чувара” настали су: „Ноћни чувари плаже” и филм „Чувари плаже: Хавајско венчање”.

## Историја
Чувари плаже су премијерно били приказивани на НБЦ-у 1989. године, али је серија отказана након само једне сезоне, када су у сезонским рејтинзима заузели 73. место од 103 телевизијске емисије, а такође и зато што је студио ГТГ, пропао. Због високих трошкова производње, ГТГ више није могао да финансира серију.
Осећајући да серија још увек има потенцијала, Дејвид Хаселхоф, један од главних глумаца, заједно са ствараоцима и извршним продуцентима Мајклом Берком, Дагласом Шварцом и Грегоријем Бонаном, наставио је да ради на серији 1991. године. Хаселхоф је добио титулу извршног продуцента за његов рад јер је учестовао у враћању серије на ТВ екране. Серија је била изузетно успешна, посебно на међународном нивоу.

## Радња
Радња серије Чувари плаже је фокусирана око рада тима спасилаца и њихових међуљудских односа, при чему су заплети обично усредсређени на опасности повезане са плажом и другим активностима које су повезане са животним стилом плаже у Калифорнији (а касније и Хавајима). Теме од земљотреса и напада ајкула до серијских убица послужиле су као заплет сукоба у емисији. Спасавање људи од утапања била је једна од најтипичнијих ситуација која се користила у серији.

## Улоге
| Улога           | Глуми                                                                           | Чувари плаже | Чувари плаже | Чувари плаже | Чувари плаже | Чувари плаже | Чувари плаже | Чувари плаже | Чувари плаже | Чувари плаже | Чувари плаже | Чувари плаже: Хаваји | Чувари плаже: Хаваји | Бр. наступа                            |
| Улога           | Глуми                                                                           | Пилот        | 1            | 2            | 3            | 4            | 5            | 6            | 7            | 8            | 9            | 10                   | 11                   | Бр. наступа                            |
| --------------- | ------------------------------------------------------------------------------- | ------------ | ------------ | ------------ | ------------ | ------------ | ------------ | ------------ | ------------ | ------------ | ------------ | -------------------- | -------------------- | -------------------------------------- |
| Мич Бјукенон    | Дејвид Хаселхоф                                                                 | Главни       | Главни       | Главни       | Главни       | Главни       | Главни       | Главни       | Главни       | Главни       | Главни       | Главни               |                      | 220                                    |
| Хоби Бичанон    | Брендон Кол (Пилот + 1. сезона) Џереми Џексон (2—10. сезона)                    | Главни       | Главни       | Главни       | Главни       | Главни       | Главни       | Главни       | Главни       | Главни       | Повремени    | Гост                 |                      | 23 (Кол) 159 (Џексон)                  |
| Мајкл Њумен     | Мајкл Њумен                                                                     | Гост         | Повремени    | Повремени    | Повремени    | Повремени    | Повремени    | Повремени    | Главни       | Главни       | Главни       | Главни               |                      | 150                                    |
| Гарнер Елербе   | Грегори Алан Вилијамс                                                           |              | Главни       | Повремени    | Главни       | Главни       | Главни       |              |              | Гост         |              |                      |                      | 94                                     |
| Крег Померој    | Паркер Стивенсон                                                                | Главни       | Главни       |              |              |              |              |              |              | Повремени    | Повремени    |                      |                      | 30                                     |
| Ђина Померој    | Ђина Хехт (Пилот) Холи Гагњер (Наставила током 1. сезоне)                       | Главни       | Главни       |              |              |              |              |              |              |              |              |                      |                      | 1 (Хехт) 22 (Гагњер)                   |
| Еди Крејмер     | Били Варлок                                                                     | Главни       | Главни       | Главни       | Главни       |              |              |              |              |              |              |                      |                      | 48                                     |
| Шауни Маклејн   | Ерика Елениак                                                                   | Главни       | Главни       | Главни       | Главни       |              |              |              |              |              |              |                      |                      | 47                                     |
| Дон Торп        | Монте Маркам                                                                    | Главни       | Главни       | Главни       |              |              |              |              |              |              |              |                      |                      | 44                                     |
| Џил Рајли       | Шон Ведерли                                                                     | Главни       | Главни       |              |              |              |              |              |              |              |              |                      |                      | 22                                     |
| Тревор Кол      | Питер Фелпс                                                                     | Главни       | Главни       |              |              |              |              |              |              |              |              |                      |                      | 22                                     |
| Џон Корт        | Џон Ален Нелсон                                                                 |              | Главни       | Гост         |              | Гост         | Гост         |              |              |              |              |                      |                      | 15                                     |
| Бен Едвардс     | Ричард Жекел                                                                    |              |              | Главни       | Гост         | Гост         |              |              |              |              |              |                      |                      | 30                                     |
| Харви Милер     | Том Матиг                                                                       |              |              | Главни       |              |              |              |              |              |              |              |                      |                      | 22                                     |
| Си Џеј Паркер   | Памела Андерсон                                                                 |              |              |              | Главни       | Главни       | Главни       | Главни       | Главни       |              |              |                      |                      | 111                                    |
| Стефани Холден  | Александра Пол                                                                  |              |              |              | Главни       | Главни       | Главни       | Главни       | Гост         |              |              |                      |                      | 93                                     |
| Самер Квин      | Никол Егерт                                                                     |              |              |              | Главни       | Главни       |              |              |              |              |              |                      |                      | 46                                     |
| Мет Броди       | Дејвид Чарвет                                                                   |              |              |              | Главни       | Главни       | Главни       | Гост         |              |              |              |                      |                      | 71                                     |
| Џими Слејд      | Кели Слејтер                                                                    |              |              |              | Главни       | Гост         |              |              |              |              |              |                      |                      | 27                                     |
| Каролина Холден | Јасмин Блит                                                                     |              |              |              |              | Гост         | Главни       | Главни       | Главни       | Гост         |              |                      |                      | 71                                     |
| Логан Фовлер    | Жасон Симонс                                                                    |              |              |              |              |              | Главни       | Главни       | Гост         |              |              |                      |                      | 48                                     |
| Нили Кепшо      | Хедер Кембел (5. сезона) Џина Ли Нолин (6—8. сезона) Џенифер Кембел (9. сезона) |              |              |              |              |              | Гост         | Главни       | Главни       | Главни       | Повремени    |                      |                      | 1 (Х. Кембел) 64 (Нолин) 6 (Џ. Кембел) |
| Коди Медисон    | Дејвид Чокачи                                                                   |              |              |              |              |              |              | Главни       | Главни       | Главни       | Главни       |                      |                      | 86                                     |
| Саманта Томас   | Ненси Вален                                                                     |              |              |              |              |              |              |              | Главни       |              |              |                      |                      | 23                                     |
| Дона Марко      | Дона Дерико                                                                     |              |              |              |              |              |              |              | Главни       | Главни       |              |                      |                      | 44                                     |
| Џордан Тејт     | Трејси Бингам                                                                   |              |              |              |              |              |              |              | Главни       | Главни       |              |                      |                      | 44                                     |
| Мени Гутјерес   | Хосе Солано                                                                     |              |              |              |              |              |              |              | Главни       | Главни       | Гост         |                      |                      | 47                                     |
| Лани Макензи    | Кармен Електра                                                                  |              |              |              |              |              |              |              |              | Главни       |              |                      |                      | 22                                     |
| Тејлор Велш     | Анђелика Бриџиз                                                                 |              |              |              |              |              |              |              |              | Главни       |              |                      |                      | 22                                     |
| Џек Даријус     | Мајкл Бергин                                                                    |              |              |              |              |              |              |              |              | Главни       | Главни       | Главни               | Главни               | 88                                     |
| Скајлар Бергман | Марлис Андрада                                                                  |              |              |              |              |              |              |              | Гост         | Главни       |              |                      |                      | 5                                      |
| Ејприл Гимински | Кели Пакард                                                                     |              |              |              |              |              |              |              |              | Главни       | Главни       |                      |                      | 50                                     |
| Алекс Рикер     | Мици Каптире                                                                    |              |              |              |              |              |              |              |              |              | Главни       |                      |                      | 22                                     |
| Џеси Овенс      | Брук Бернс                                                                      |              |              |              |              |              |              |              |              |              | Главни       | Главни               | Гост                 | 42                                     |
| Шон Монро       | Џејсон Брукс                                                                    |              |              |              |              |              |              |              |              |              |              | Главни               | Главни               | 45                                     |
| Ели Рис         | Симон Жад Макинон                                                               |              |              |              |              |              |              |              |              |              | Гост         | Главни               |                      | 24                                     |
| Даун Мастертон  | Бренди Ледфорд                                                                  |              |              |              |              |              |              |              |              |              |              | Главни               |                      | 22                                     |
| Кекоа Танака    | Стејси Камано                                                                   |              |              |              |              |              |              |              |              |              |              | Главни               | Главни               | 44                                     |
| Џејсон Јоани    | Џејсон Момоа                                                                    |              |              |              |              |              |              |              |              |              |              | Главни               | Главни               | 44                                     |
| Џена Авид       | Криста Ален                                                                     |              |              |              |              |              |              |              |              |              |              | Повремени            | Главни               | 26                                     |
| Ли Дајер        | Бранд Родерик                                                                   |              |              |              |              |              |              |              |              |              |              |                      | Главни               | 22                                     |
| Зак Макиван     | Чарли Бримбли                                                                   |              |              |              |              |              |              |              |              |              |              |                      | Главни               | 22                                     |

1. 1 2  Erika Eleniak and Billy Warlock leave in „River of No Return, Part II” (episode 3.2). This was Eleniak's final Baywatch appearance, Warlock would return on its spin-off Baywatch Nights.
2. ↑  Shawn Weatherly leaves in „Shark Derby” (episode 1.19).
3. ↑  In seasons 6 and 7, Pamela Anderson credited as Pamela Lee following her marriage to Tommy Lee.
4. 1 2  Alexandra Paul and Kelly Slater debut in „Tequila Bay” (episode 3.3).
5. ↑  Yasmine Bleeth first appears in „Tentacles, Part II” (episode 4.7).
6. ↑  Heather Campbell first appears in „Wet N' Wild” (episode 5.22). The actress was replaced by Gena Lee Nolin in subsequent seasons and Jennifer Campbell in season 9 after Nolin chose not to reprise her role.
7. ↑  Nancy Valen first appears in „Panic at Malibu Pier” pilot episode, but she returns in the series as a regular cast member in „The Contest” (episode 7.2).
8. ↑  Traci Bingham debuts in „The Contest” (episode 7.2) and leaves in „Quarantine” (episode 8.18), although she remained in the opening credits for the remainder of season eight.
9. 1 2  Angelica Bridges and Michael Bergin debut in „The Choice” (episode 8.3).
10. ↑  Marliece Andrada leaves in „Memorial Day” (episode 8.4), although she remained in the opening credits for the rest of that season.
11. ↑  Mitzi Kapture debuts in „Sharks, Lies and Videotape” (episode 9.3).
12. ↑  Brooke Burns debuts in „The Natural” (episode 9.5).
13. ↑  Simmone Mackinnon first appears in „Baywatch Down Under, Part I” (episode 9.16).
14. ↑  Brandy Ledford debuts in „Weak Link” (episode 10.3).
15. ↑  In season 10, the character shows Jason, but in season 11, it added „Ioane” under his last name.